# 디나 코르준
디나 코르준(러시아어: Дина Корзун, 영어: Dina Korzun, 1971년 4월 13일 ~ )는 러시아의 배우이다.

## 출연 작품
- 페어웰(영어판) (2009)
- 영혼을 빌려드립니다 (2009)
- 중재인 (2008)
- 로라 (2004)
- 테오리야 자포야 (2003)
- 라스트 리조트 (2000)